# Йосиф Радионов
Йосиф Борисов Радионов е български цигулар и музикален педагог, професор в Националната музикалната академия.

## Биография

### Произход и образование
Роден е на 3 април 1951 г. в София. По бащина линия е внук на Радион Йосифов, български революционер, след Освобождението народен представител. Първите уроци по цигулка Йосиф Радионов получава от своя баща.
През 1969 г. е приет в Българската държавна консерватория (днес Национална музикална академия „Проф. Панчо Владигеров“) в София и през 1973 г. завършва клас по цигулка, учейки най-напред при Леон Суружон, а след това при Владимир Аврамов. Следва майсторски клас при Владимир Аврамов (1973 – 1975).

### Музикална кариера
През 1972 г. е първият му голям успех на конкурс – първа награда от Националния конкурс „Светослав Обретенов“ в Провадия. През 1975 г. Йосиф Радионов и Ангел Станков сформират цигулково дуо, едно от най-популярните и успешни в България, известно като дуото „Станков – Радионов.
От 1975 до 1980 г. е солист в Колегиума за камерна музика. В периода от 1981 до 1993 г. е концертмайстор на Софийската филхармония.
Години наред концертира с Ангел Станков. Гастролира в почти всички държави в Европа, а също така и в САЩ, Япония, Тайван, Южна Корея, Сингапур, Куба и др., свири в най-престижните зали като Карнеги Хол (Ню Йорк), Кенеди Сентър (Вашингтон), Гевандхаус (Лайпциг), залата на Московската консерватория, Изуми Хол (Осака), Сънтори Хол (Токио), Операта на Ница и др.
Йосиф Радионов и съпругата му, пианистката Зорница Радионова, като дуо Радионови концертират в България и в много други страни: САЩ, Ирландия, Германия, Испания, Великобритания, Турция, Русия, Република Южна Африка и др. Имат записани три компактдиска със славянски, западно-европейски и български творби.

### Преподавателска дейност
От 1975 г. е музикален педагог. От 1991 г. е доцент, а от 2001 г. е професор в Националната музикална академия. Негови студенти са били Мирослав Чакърян, Иван Пенчев, Йоана Каменарска, Мартин Пантелеев, Зефира Вълова, Теодора Христова, Руслан Апостолов, Александър Иванов и много други изявени музиканти.

### Записи
Реализирал е записи индивидуално и с цигулково дуо с Ангел Станков за БНР, БНТ, Балкантон, Би Би Си – Лондон, Радио Хага, Радио Прага, руска и френска телевизия, Йомиури Телевижън, Радио NHK – Япония и др.

## Отличия
Заедно с Ангел Станков е носител на редица престижни награди, между които „Златна лира“ на СМДБ, Диплом за високо изпълнителско майсторство от XII световен младежки фестивал в Москва, наградата за изкуство на Екофорум за мир, наградата „Златно перо“, наградата за изкуство на дружество „Гражданин“, наградата „100 години Бела Барток“, наградата „Златен век“ на Министерство на културата и др. През 1993 г., заедно с Ангел Станков и Теодора Несторова, става лауреат на Първия международен фестивал за камерна музика в Осака, Япония.
Почетен гражданин на София.

## Дискография (частична)
- „Пиеси на бис“ – цигулково дуо Ангел Станков и Йосиф Радионов и Теодора Несторова – пиано (Балкантон БКА 12172)
- „Виртуозни пиеси за две цигулки“ – цигулково дуо Ангел Станков и Йосиф Радионов и Теодора Несторова – пиано (Балкантон ВКА 11268) 1983 г.
- „Студиото на Младия Музикант“ (Балкантон ВКА 11961) 1986 г.
- Osaka International Chamber Music Winning Artists Album (Yomiuri Telecasting Corporation YC 9303) 1993 г. Видео запис на изпълнението (минути 32 – 46).
- „Брамс Трио Опус 40“ – цигулково дуо Ангел Станков и Йосиф Радионов, и Теодора Несторова – пиано (Метроном) 1997 г.
- „Брамс Сонати“ – цигулково дуо Ангел Станков и Йосиф Радионов и Теодора Несторова – пиано (Гега GC 592) 1997 г.
- „Бележити Изпълнители“ На Концерт с цигулково дуо Ангел Станков и Йосиф Радионов и Теодора Несторова – пиано (Балкантон ВКМС 7728) 1997 г.
- Концерт в Зала „България“ 1993 г. – цигулково дуо Ангел Станков и Йосиф Радионов и Теодора Несторова – пиано (Метроном) 1997 г.
- Антонио Вивалди „Шест концерта за две цигулки“ 1990 г. - RV 522, RV 517, RV 514, RV 512, RV 507 (премиера); RV 509; Ангел Станков, Йосиф Радионов, солисти; Oркестър София Музыка, Alan Hazeldine, диригент.  DCC Compact Classics, Inc.